# Paul Wunderlich
Pour les articles homonymes, voir Wunderlich.
Paul Wunderlich, né à Eberswalde (Brandebourg) le 10 mars 1927 et mort le 6 juin 2010 à Carpentras, est un peintre, graveur, lithographe et sculpteur allemand.

## Biographie
Paul Wunderlich étudie aux Beaux-Arts de Hambourg (1947-1951) et devient à son tour professeur, en particulier à l'École supérieure des Beaux-Arts de Hambourg (1963-1968) après un premier séjour à Paris (1960-1963).
Il s'installe définitivement à Paris en 1981 et est élu le 27 mai de la même année correspondant de l'Académie des beaux-arts (section de Gravure).
Il est également membre de l'Académie royale des sciences, des lettres et des beaux-arts de Belgique et de la Freie Akademie der Künste de Hambourg.

## Œuvres

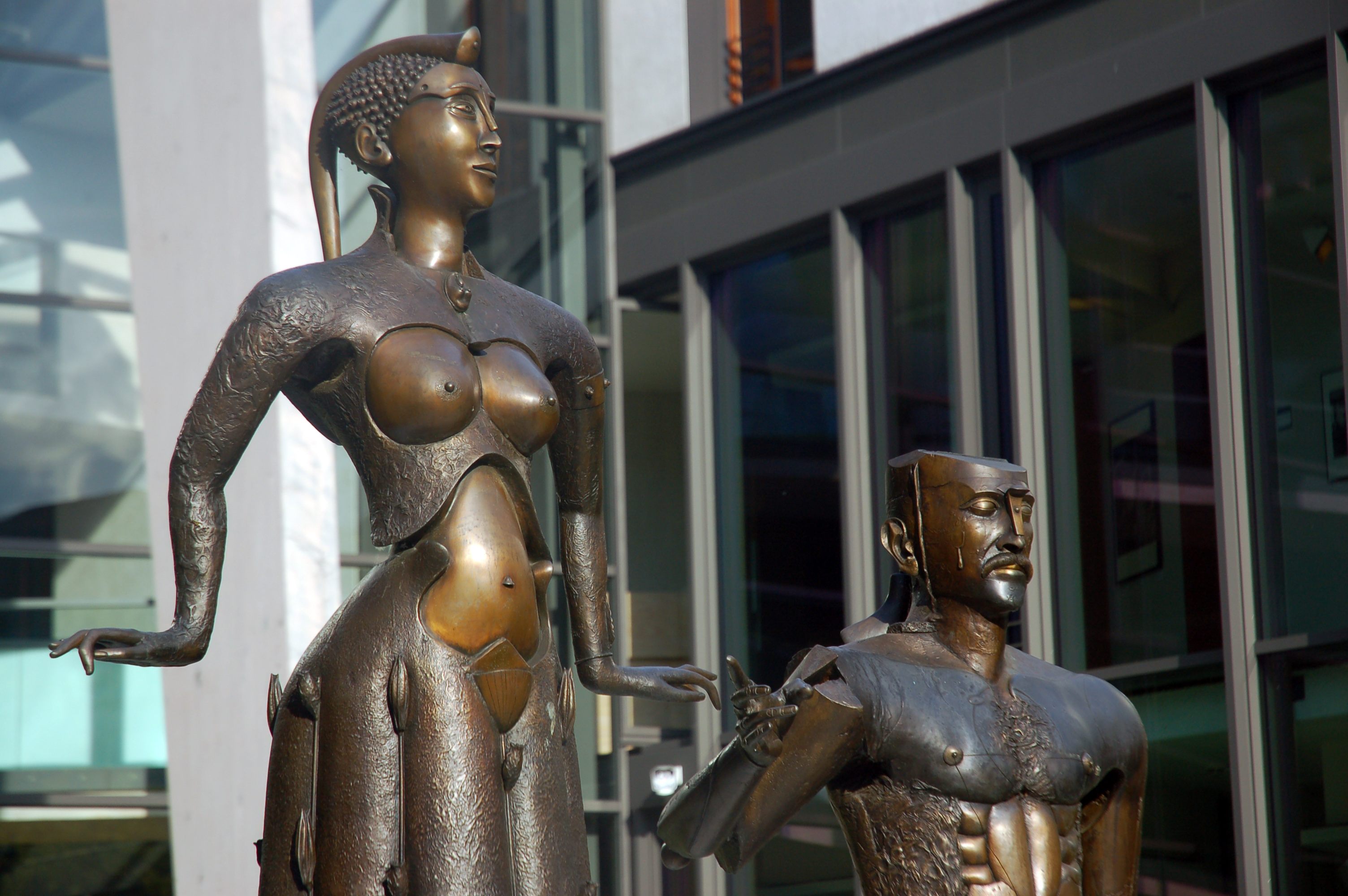
Sculptures en bronze à Eberswalde.

- Die Radierungen und Sammlung Székessy au Kunsthalle Rostock